# Клімкі (Люблінське воєводство)
Клімкі (пол. Klimki) — село в Польщі, у гміні Луків Луківського повіту Люблінського воєводства.
Населення — 165 осіб (2011).
У 1975-1998 роках село належало до Седлецького воєводства.

## Демографія
Демографічна структура станом на 31 березня 2011 року:
|          | Загалом | Допрацездатний вік | Працездатний вік | Постпрацездатний вік |
| -------- | ------- | ------------------ | ---------------- | -------------------- |
| Чоловіки | 83      | 23                 | 53               | 7                    |
| Жінки    | 82      | 27                 | 45               | 10                   |
| Разом    | 165     | 50                 | 98               | 17                   |